# 中共满洲省委机关旧址
中共满洲省委机关旧址是黑龙江省哈尔滨市的一座革命遗址，位于南岗区光芒街40号（原名小戎街）。

## 历史
中共满洲省委成立于1927年，省委机关设在奉天（沈阳）。1931年日军占领沈阳后，中共组织遭到破坏，于是在1932年初北迁哈尔滨，更换过多个地点。1933年夏到1934年，省委机关设于小戎街2号(今光芒街40号)，一座普通的俄罗斯风格木质平房。1981年1月27日，成为黑龙江省文物保护单位。2005年8月15日，满洲省委机关旧址纪念馆开馆。